# VYCOR
VYCOR bezeichnet einerseits einen Prozess zur Herstellung von porösem Glas und Quarzglas bei relativ niedrigen Temperaturen und andererseits auch das dabei entstehende Glas.

## Geschichte
Der Umstand, dass viele Gläser zur Entmischung neigen und die entstehenden Mikrophasen unterschiedlich resistent gegen Wasser, Säuren und Basen sind und sich dadurch im Extremfall eine Phase völlig entfernen lässt, ließ Anfang der 1930er Jahre den von den Corning Glass Works entwickelten VYCOR-Prozess entstehen. VYCOR-Gläser wurden von M. E. Nordberg und H. P. Hood 1934 erstmals zum Patent angemeldet.

## Der VYCOR-Prozess
Der Vorteil dieses Prozesses ist die Erzeugung eines Quarzglases bei niedriger Temperatur. Üblicherweise sind zur Herstellung von Quarzglas Temperaturen von 2000 °C erforderlich, der VYCOR-Prozess erlaubt eine Absenkung auf 1000 bis 1300 °C.
Der VYCOR-Prozess kann durch nachfolgende Schritte beschrieben werden.
1. Erschmelzen des Grundglases (Zusammensetzung im ternären System M2O-B2O3-SiO2 im Bereich der VYCOR-Gläser)
2. Formgebung des Grundglases durch Pressen, Ziehen, Blasen
3. Thermobehandlung (zeit- und temperaturabhängig)
4. Anätzen der Oberfläche der Formkörper (Flusssäure, Natronlauge, mechanisch)
5. Waschprozess (Alkohol, Wasser, verdünnte Sodalösung)
6. Extraktionsprozess (Säuren, anorganische Salzlösungen, 90 bis 100 °C)
7. Waschprozess, Trocknung → poröses VYCOR-Glas (siehe unten)
8. Sinterprozess (1000 bis 1300 °C) → Quarzglas

Im letzten Schritt sintert das poröse Glas unter einer 30-prozentigen Volumenkontraktion zu einem klaren und nahezu reinen Kieselglas zusammen.
Im VYCOR-Grundglas können die Natriumionen auch durch andere Ionen, wie Lithium oder Kalium, ersetzt werden. Dabei ändert sich aber auch die optimale VYCOR-Grundglaszusammensetzung, da die Borsäureanomalie in den binären Li2O-B2O3- und K2O-B2O3-Glassystemen bei anderen Alkalikonzentrationen liegt als im binären Na2O-B2O3-Glassystem. Teilweise wird der VYCOR-Glasschmelze auch eine geringe Menge Aluminiumoxid (Al2O3) zugegeben, wodurch der Phasentrennungs- und Auslaugungsprozess besser gesteuert werden kann. Es ist dann im VYCOR-Quarzglas ein gewisser Al2O3-Restgehalt festzustellen.

## Eigenschaften von VYCOR-Glas
VYCOR-Gläser besitzen folgende Zusammensetzung und Eigenschaften:
Eigenschaften von VYCOR-Glas
- lineare Wärmedehnung: α = 7...8×10−7 K−1
- maximale thermische Belastbarkeit bei etwa 1100 °C
- thermische Dauerbelastung: 800...900 °C
- Dichte: ρ = 2,18 g·cm−3
- chemische Beständigkeit (Säure-, Laugen- und Wasserbeständigkeit): Klasse 1
- Erweichungspunkt: 1500...1530 °C

Zusammensetzung des Ausgangglases und des VYCOR-Glases
| Natriumborosilikat-Ausgangsglas | VYCOR-Glas        |
| ------------------------------- | ----------------- |
| 55–75 Ma.% SiO2                 | 95–98 Ma.% SiO2   |
| 20–35 Ma.% B3O3                 | 2,5–3,5 Ma.% B2O3 |
| 5–10 Ma.% Na2O                  | 0,3–0,6 Ma.% Na2O |

Das poröse VYCOR-Glas, das nach Schritt 7) erhalten wird, ist ein opakes und hochporöses Glas, das eine spezifische Oberfläche von 100 bis 300 m²/g, eine Porosität von 25 bis 40 Vol.-% und einen Porendurchmesser von 2 bis 5 nm besitzt.

## Anwendungen von VYCOR-Glas
Bei der Herstellung von thermisch hoch belasteten Halogenlampen findet VYCOR-Glas vorrangig in Form von Rohren Anwendung. Des Weiteren hat es Bedeutung bei der Produktion von einfachen Laborgeräten gefunden, wobei hier die Volumenkontraktion bei der Herstellung zu berücksichtigen ist.

## Anwendungen von porösem VYCOR-Glas
Poröses VYCOR-Glas kann in der Chromatographie, als Träger für Katalysatoren und in der Membrantechnologie eingesetzt werden. Durch seine vielfältigen Anwendungsmöglichkeiten hat es schnell seinen Zwischenproduktcharakter verloren. Da es allerdings nur in einem sehr schmalen Bereich von Porengrößen hergestellt wird, sind zahlreiche Untersuchungen vorgenommen worden, diese durch nachträgliche Verfahren zu verändern.